# Редмонд, Джон
Джон Эдвард Редмонд (1 сентября 1856, Уэксфорд, Ленстер — 6 марта 1918[…], Дублин) — ирландский политический деятель, родственник Парнелла.
Был адвокатом в Дублине. В 1881 г. избран в палату общин; принадлежал к Ирландской национальной партии. В 1886 г. совершил поездку в Австралию с целью агитации среди тамошних ирландцев и сбора денег для Национальной лиги. В 1888 г. он оказался в числе тех ирландских деятелей, против которых было возбуждено ложное обвинение газетой «Times» в участии в подготовке убийства лорда Кавендиша и его секретаря. При расколе ирландской партии в декабре 1890 г. Редмонд остался в числе верных Парнеллу депутатов, а в октябре 1891 г., после смерти Парнелла, был выбран лидером парнеллистской партии. Особенного таланта он не обнаружил; несмотря на его энергию, парнеллистская группа растаяла на выборах 1892 г. Тем не менее Редмонд не желал идти ни на какие соглашения с группой антипарнеллистов и тем нанес сильный удар ирландскому делу.
В 1899—1902 гг. Редмонд не скрывал своих симпатий делу буров; правительство намеревалось даже привлечь его к суду по обвинению в государственной измене, но не исполнило этого намерения. В 1900 г., когда произошло объединение парнеллистов и антипарнеллистов, Редмонд был выбран их лидером. Стремясь продолжить политику Парнелла, он все время боролся с консервативным кабинетом. Когда в декабре 1905 г. сформировался либеральный кабинет, Редмонд и его партия остались на скамьях оппозиции. Осенью 1906 г. Редмонд произнес несколько публичных речей, в которых утверждал, что его партия не сложит оружия, пока не добьется гомруля.